# Dark Mist
『Dark Mist』（ダークミスト）は、PLAYSTATION Storeで配信されているPlayStation 3用ファンタジーシューティングゲーム。

## 概要
光の戦士アルテミスとなり、複数の光の矢やボムを使い分け闇で覆われた迷宮を進むのが目的。6軸検出システムによって闇を払うこともできる。
2008年2月28日配信の『Dark Mist The Depth of Darkness』（500円）により新しいキャラやコース、2～4人までの対戦やオンライン対戦が収録される。